# Primera Liga de Armenia
La Primera Liga de Armenia actualmente es el torneo de reservas del fútbol de Armenia pese a que pueden participar también otros equipos profesionales o en vías de profesionalización. Los equipos reservas no son elegibles para la promoción a primera división.

## Historia reciente
La temporada 2012-13 se jugó con 10 equipos pero solo el Alashkert que había sido refundado en 2011 o el King Delux fundado en el mismo año podían ascender a la Liga Premier de Armenia, ya que el resto de los equipos eran reservas. El primer mencionado se consagró campeón con 78 puntos en 36 partidos, logrando el ascenso, mientras que el segundo se retiró de la competición después de disputar tan solo 10 partidos. Durante las temporadas 2013-14, 2014-15 y 2015-16 la liga funcionaba como un campeonato de reservas de 8 equipos. En la siguiente temporada se retiraron los filiales del Mika y del Ulisses debido a la desaparición por deudas de sus primeros equipos y se sumaron el Erebuni y el Kotayk, manteniendo la liga con 8 equipos. Sin embargo la temporada de ambos fue paupérrima donde quedaron en 7° y 8° lugar y el último se retiró por falta de fondos después de disputar 7 partidos. Aun así al primero le ofrecieron la oportunidad para jugar la Liga Premier y así ampliar la primera división, pero estos rechazaron la invitación. Para la temporada 2017-18 se sumaron Artsakh, Ararat-Armenia que fueron fundados en el mismo 2017 y el Lori que fue refundado tras desaparecer en el año 2005. La liga se jugó con 10 equipos a 3 ruedas, Lori se consagró campeón con 69 puntos, seguidos por Artsakh y Ararat-Armenia, consiguiendo los tres el ascenso a la máxima categoría y ampliar dicha liga a 9 equipos. Para la 2018-19 fueron admitidos el Ararat-Armenia fundado en 2018, el Yerevan y el Lokomotiv Yerevan siendo refundados para esta temporada luego de que hubieran desaparecido en los años 2000 y 2005 respectivamente. Junior Sevan se consagró campeón con 80 puntos pero se le negó el ascenso, en su lugar ascendió el FC Yerevan tras haber quedado en segundo lugar con 71 unidades. Esta fue la última temporada del Erebuni, que fue expulsado en febrero de 2019 y obligado a pagar una multa de 500.000 dram armenios. Para la temporada 2019-20 se sumaron Dilijank (fundado en 2018), FC Ani, Aragats, Masis, FC Van, West Armenia (fundados en 2019), además reaparecerán el BKMA Yerevan después de haber sido disuelto en 1993, El Torpedo Yerevan y Lernayin Artsakh con anterior participación en la Liga Premier de Armenia en el pasado y que llevaba una década participando en la Liga de Fútbol de Artsaj. De esta manera la liga se amplió a 17 equipos, de los cuales solo 6 equipos de reserva.

## Equipos 2024-25
| Club              | Ciudad   |
| ----------------- | -------- |
| FC Andranik       | Vardenis |
| Ararat Yerevan II | Ereván   |
| Ararat-Armenia II | Ereván   |
| FC Bentonit       | Vanadzor |
| BKMA II           | Ereván   |
| Lernayin Artsakh  | Sisian   |
| FC Mika           | Ereván   |
| FC Nikarm         | Ijeván   |
| Noah II           | Abovyan  |
| Pyunik II         | Ereván   |
| Shirak II         | Gyumri   |
| FC Syunik         | Kapan    |
| Urartu II         | Ereván   |

## Palmarés
| Año     | Campeón                                  | Subcampeón                                       |
| 1992    | Ararat                                   | Aragats                                          |
| 1993    | Zangezour                                | Artashat                                         |
| 1993    | Lori Vanadzor                            | Aznavour                                         |
| 1994    | Aragats                                  | Kasakh                                           |
| 1995    | Temporada de transición (no hay ganador) |                                                  |
| 1996    | Arabkir                                  | BKMA Yerevan                                     |
| 1997    | Dvin Artashat                            | Lori Vanadzor                                    |
| 1998    | Shirak-2                                 | Spitak                                           |
| 1998    | FC Zvartnots                             | Lori Vanadzor                                    |
| 1999    | Dinamo Yerevan                           | Mika-Kasakh                                      |
| 2000    | Armenikum                                | Karabakh                                         |
| 2001    | Malatia                                  | FIMA                                             |
| 2002    | Armavir                                  | Araks Ararat                                     |
| 2003    | Kilikia                                  | Vagharshapat                                     |
| 2004    | FC Pyunik-2                              | Lernayin Artsakh                                 |
| 2005    | FC Pyunik-2                              | Ararat Yerevan                                   |
| 2006    | FC Pyunik-2                              | Lernayin Artsakh                                 |
| 2007    | FC Pyunik-2                              | Mika-2                                           |
| 2008    | Shengavit                                | FC Pyunik-2                                      |
| 2009    | FC Impulse                               | Shengavit                                        |
| 2010    | Ararat Yerevan                           | Banants-2                                        |
| 2011    | Shengavit                                | Mika-2                                           |
| 2012    | Temporada de transición (no hay ganador) |                                                  |
| 2013    | Alashkert FC                             | FC Pyunik-2                                      |
| 2013-14 | Banants-2                                | Alashkert-2                                      |
| 2014-15 | Alashkert-2                              | Banants-2                                        |
| 2015-16 | Alashkert-2                              | Mika-2                                           |
| 2016-17 | Banants-2                                | FC Pyunik-2                                      |
| 2017-18 | Lori                                     | Artsakh                                          |
| 2018-19 | Sevan (no ascendió)                      | Yerevan                                          |
| 2019-20 | FC Van                                   | Lokomotiv Yerevan (Posteriormente descalificado) |
| 2020-21 | Sevan                                    | BKMA                                             |
| 2021-22 | Lernayin Artsakh                         | Shirak                                           |
| 2022-23 | West Armenia                             | BKMA-2                                           |
| 2023-24 | Gandzasar Kapan                          | Syunik                                           |